# 京都サンガF.C.東城陽グラウンド
京都サンガF.C.東城陽グラウンドは、京都府城陽市にあるサッカー練習場を中心としたスポーツ施設である。「サンガタウン城陽」とも呼称される。
日本プロサッカーリーグ（Jリーグ）に加盟する京都サンガF.C.（以下、サンガ）の練習施設である。

## 概要
1997年までサンガの練習場として「京セラ八日市総合グラウンド」（滋賀県東近江市）が使用されていたが、京都府立山城総合運動公園に隣接した当施設の完成に伴って、1998年1月より練習場が同地に移転した。
京都サンガF.C.東城陽グラウンド施設内の天然芝グラウンド（2面）はトップチームが使用。2006年に完成した育成専用人工芝グラウンドはユース・アカデミーが使用しており、関西ステップアップリーグの試合も開催される。京都サンガF.C.東城陽グラウンド施設内に併設するフットサルコートは一般開放されている。天然芝グラウンドの周囲はベンチが設置された見学ゾーンとなっており、選手がサインや写真撮影に応えてくれる。また、グッズショップも併設されている。
2013年からは日本女子サッカーリーグに所属するバニーズ京都SCが練習場として使用している。

## 施設
- クラブハウス・グッズショップ[5]
- 天然芝グラウンド2面（A、Bグラウンド）[5]
- 人工芝グラウンド1面[5]
- フットサルコート3面[5]
  - 最新型ロングパイル人工芝、夜間照明付、全面屋根付観覧席併設
- 駐車場

## 交通

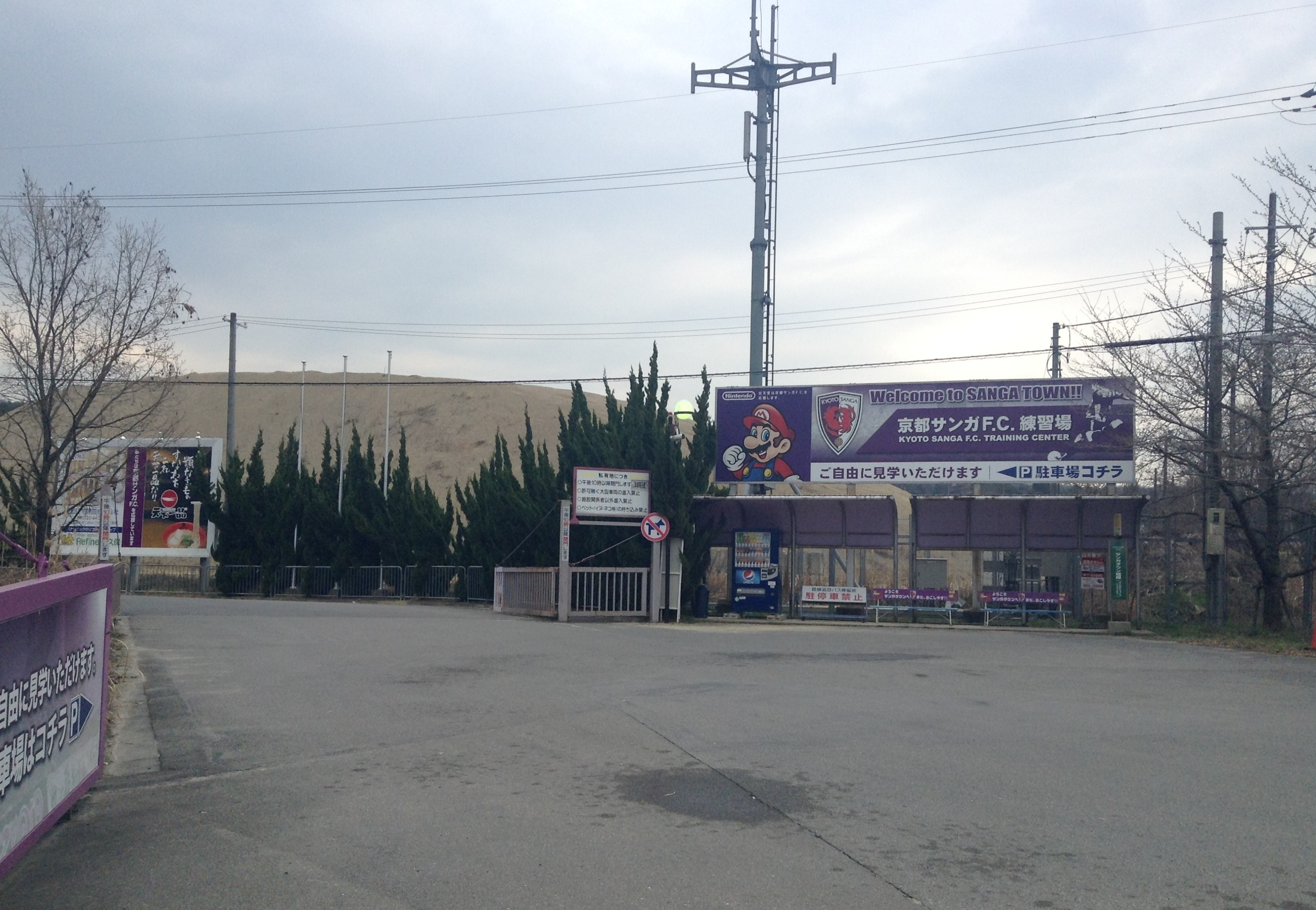
京都サンガF.C.東城陽グラウンドの入場口

- 近鉄京都線・大久保駅よりタクシー15分[1]
- 近鉄京都線・大久保駅より京都京阪バス「宮の谷」行で終点下車、徒歩約15分[1]
- JR奈良線・城陽駅または近鉄京都線・寺田駅より城陽さんさんバスで「サンガタウン城陽」または「東宮ノ谷」下車[1]

## 周辺
- 京都府立山城総合運動公園
- 立命館宇治中学校・高等学校
- 城陽市立東城陽中学校
- 城陽市総合運動公園